# Bamo Meïté
Abdoul Bamo Meïté (Kani, 20 giugno 2001) è un calciatore ivoriano, centrocampista dell'Olympique Marsiglia.

## Carriera

### Club
Cresce nei settori giovanili di Créteil-Lusitanos e Montfermeil. Nel 2019 viene acquistato dal Laval, che lo aggrega alla propria squadra riserve. Il 1º settembre 2020 debutta in prima squadra, in occasione dell'incontro del Championnat National vinto per 0-2 contro lo Stade Briochin.
L'anno successivo viene ceduto al Lorient; inizialmente impiegato con la squadra riserve, il 1º giugno 2022 firma il suo primo contratto professionistico con i Merlus, di durata triennale, e l'11 gennaio 2023 esordisce in Ligue 1, disputando l'incontro pareggiato per 2-2 contro il Monaco.
Dopo appena una stagione, il 1º settembre 2023 viene acquistato a titolo temporaneo con diritto di opzione dall'Olympique Marsiglia.
Il 3 febbraio 2025 passa in prestito al Montpellier.

### Nazionale
Ha giocato nella nazionale ivoriana Under-23.

## Statistiche

### Presenze e reti nei club
Statistiche aggiornate al 9 febbraio 2025.
| Stagione                   | Squadra                    | Campionato                 | Campionato | Campionato | Coppe nazionali | Coppe nazionali | Coppe nazionali | Coppe continentali | Coppe continentali | Coppe continentali | Altre coppe | Altre coppe | Altre coppe | Totale | Totale |
| Stagione                   | Squadra                    | Comp                       | Pres       | Reti       | Comp            | Pres            | Reti            | Comp               | Pres               | Reti               | Comp        | Pres        | Reti        | Pres   | Reti   |
| -------------------------- | -------------------------- | -------------------------- | ---------- | ---------- | --------------- | --------------- | --------------- | ------------------ | ------------------ | ------------------ | ----------- | ----------- | ----------- | ------ | ------ |
| 2019-2020                  | Laval 2                    | N3                         | 8          | 0          | -               | -               | -               | -                  | -                  | -                  | -           | -           | -           | 8      | 0      |
| 2020-2021                  | Laval 2                    | N3                         | 5          | 0          | -               | -               | -               | -                  | -                  | -                  | -           | -           | -           | 5      | 0      |
| Totale Laval 2             | Totale Laval 2             | Totale Laval 2             | 13         | 0          |                 | -               | -               |                    | -                  | -                  |             | -           | -           | 13     | 0      |
| 2020-2021                  | Laval                      | N1                         | 10         | 0          | CF              | 2               | 0               | -                  | -                  | -                  | -           | -           | -           | 12     | 0      |
| 2021-2022                  | Lorient 2                  | N2                         | 21         | 0          | -               | -               | -               | -                  | -                  | -                  | -           | -           | -           | 21     | 0      |
| 2022-2023                  | Lorient 2                  | N2                         | 2          | 0          | -               | -               | -               | -                  | -                  | -                  | -           | -           | -           | 2      | 0      |
| Totale Lorient 2           | Totale Lorient 2           | Totale Lorient 2           | 23         | 0          |                 | -               | -               |                    | -                  | -                  |             | -           | -           | 23     | 0      |
| 2022-2023                  | Lorient                    | L1                         | 17         | 1          | CF              | 3               | 0               | -                  | -                  | -                  | -           | -           | -           | 20     | 1      |
| ago. 2023                  | Lorient                    | L1                         | 2          | 0          | CF              | -               | -               | -                  | -                  | -                  | -           | -           | -           | 2      | 0      |
| Totale Lorient             | Totale Lorient             | Totale Lorient             | 19         | 1          |                 | 3               | 0               |                    | -                  | -                  |             | -           | -           | 22     | 1      |
| 2023-2024                  | Olympique Marsiglia        | L1                         | 16         | 0          | CF              | 2               | 0               | UCL+UEL            | 0+7                | -                  | -           | -           | -           | 25     | 0      |
| 2024-feb. 2025             | Olympique Marsiglia        | L1                         | 3          | 0          | CF              | 0               | 0               | -                  | -                  | -                  | -           | -           | -           | 3      | 0      |
| Totale Olympique Marsiglia | Totale Olympique Marsiglia | Totale Olympique Marsiglia | 19         | 0          |                 | 2               | 0               |                    | 7                  | 0                  |             | -           | -           | 28     | 0      |
| feb.-giu. 2025             | Montpellier                | L1                         | 1          | 0          | CF              | -               | -               | -                  | -                  | -                  | -           | -           | -           | 1      | 0      |
| Totale carriera            | Totale carriera            | Totale carriera            | 85         | 1          |                 | 7               | 0               |                    | 7                  | 0                  |             | -           | -           | 99     | 1      |